# فضولی جوادف
فضولی جوادف (ترکی آذربایجانی: Füzuli Cavad oğlu Cavadov; ۲۰ دسامبر ۱۹۵۰ – ۱۱ آوریل ۲۰۲۱) بازیکن فوتبال اهل اتحاد جماهیر شوروی سوسیالیستی بود.